# Autoroute A 551
Die Autoroute A 551 ist eine 1,1 km lange, im Jahr 1988 fertiggestellte französische Autobahn, die die Autobahnen A 7 und A 55 in Les Pennes-Mirabeau miteinander verbindet.
Bei dieser Autobahn handelt es sich lediglich um eine Fahrbahnverbindung innerhalb des Kreuzes der A 7 und der A 55 nordwestlich von Marseille, die von der A 7 südöstlich zur A 55 verläuft. Sie kreuzt in ihrem Verlauf die Autobahn A 552.